# ラヴェンナFC
ラヴェンナ・フットボール・クラブ（Ravenna Football Club）は、イタリア・エミリア＝ロマーニャ州・ラヴェンナを本拠地とするサッカークラブ。2021-22シーズンはセリエDに所属。

## 歴史
前身となるクラブは1913年に創設された。その後は主にセリエCに所属することが多かったが、1992-93シーズンにセリエC1・ジローネAで優勝を飾り、クラブ史上初のセリエB昇格を決めた。
セリエB初年度は18位という結果に終わり、1シーズンでセリエC1へ降格することになってしまった。しかし翌々年の1995-96シーズンに改めてセリエC1で優勝し、セリエBへ復帰することになる。
これ以降、優勝争いに関わることはないもののセリエBには定着し、5シーズンを過ごすことになる。しかし5シーズン目の2000-01シーズンにクラブは破産、翌2001-02シーズンはアマチュアクラブとしてエッチェッレンツァからの再スタートを余儀なくされてしまう。
しかしエッチェッレンツァ1年目（2001-02シーズン）で優勝を飾り、セリエDへ昇格する地力を見せる。さらにセリエDも1年目（2002-03シーズン）には優勝を飾り、2003年にはプロリーグのセリエC2へ最短で復帰することになる。
それ以降もクラブは常に所属リーグで上位争いを繰り返し、2004-05シーズンにはプレイオフの末、セリエC1への昇格。2006-07シーズンにはセリエC1・ジローネBで優勝し、6シーズンぶりのセリエB復帰を決めた。しかし、2007-08シーズンは20位に終わり、わずか1年での降格となってしまった。
2012年6月29日にクラブは再び破産の憂き目に遭う。同年7月19日にラヴェンナ・スポルト2019（Ravenna Sport 2019）として再建され、当時のリーグ7部にあたるプロモツィオーネに所属することが承認された。2013年夏に現在のクラブ名に改称した。

## タイトル
- セリエC1 : 3回

1992-93、1995-96、2006-07
- スーペルコッパ・ディ・レガ・セリエC1 : 1回

2006-07
- セリエC2 : 1回

1991-92
- セリエD : 6回

1950-51、1956-57、1971-72、1981-82、1984-95
- スクデット・ディレッタンティ : 1回

1956-57
- エッチェッレンツァ・エミリア＝ロマーニャ（イタリア語版） : 1回

2001-02
- プロモツィオーネ・エミリア＝ロマーニャ : 4回

1954-55、1996-97、1980-81、2012-13
- セリエC : 1回

1939-40
- セコンダ・ディヴィジオーネ : 1回

1929-30
- テルツァ・ディヴィジオーネ・エミリア＝ロマーニャ : 1回

1927-28

## 現所属メンバー
2016年2月11日現在
注：選手の国籍表記はFIFAの定めた代表資格ルールに基づく。
| No. | Pos. |          | 選手名                         |
| --- | ---- | -------- | ------------------------------ |
|     | GK   | イタリア | アルベルト・イーリョ           |
|     | GK   | イタリア | ピエトロ・マニャーニ           |
|     | GK   | イタリア | マッテーオ・マレンドン         |
|     | DF   | イタリア | ミケーレ・アントニャッチ       |
|     | DF   | イタリア | カディル・カイディ             |
|     | DF   | イタリア | ヤーコポ・レオナールド         |
|     | DF   | イタリア | ニコロ・マイーニ               |
|     | DF   | イタリア | ダーヴィデ・マンドルリーニ     |
|     | DF   | イタリア | リッカルド・レーニョ           |
|     | MF   | イタリア | アレッシオ・アンブロジェッティ |
|     | MF   | イタリア | アレッシオ・アトツォーリ       |
|     | MF   | イタリア | エーリア・バッラルディーニ     |

| No. | Pos. |            | 選手名                       |
| --- | ---- | ---------- | ---------------------------- |
|     | MF   | イタリア   | アーディス・デスターニ       |
|     | MF   | イタリア   | ロレンツォ・グアニェーリ     |
|     | MF   | イタリア   | フィリッポ・マーリ           |
|     | MF   | イタリア   | フェデリコ・マントヴァーニ   |
|     | MF   | イタリア   | マッティア・デル・マスティオ |
|     | MF   | イタリア   | ルーカ・リギーニ             |
|     | FW   | イタリア   | ルイージ・バッティローロ     |
|     | FW   | イタリア   | アレッシオ・デ・ヴェッキス   |
|     | FW   | イタリア   | リッカルド・インノチェンティ |
|     | FW   | ルーマニア | セバスティアン・ペトラスク   |
|     | FW   | ルーマニア | ソリン・ラドイ               |

## 歴代所属選手
- フランチェスコ・トルド 1992-1993
- クリスティアン・ヴィエリ 1993-1994
- マックス・トネット 1994-1995
- マルク・ユリアーノ 2007-2008

## 過去の成績
- 1994-95 セリエC1・ジローネA 5位
- 1995-96 セリエC1・ジローネA 優勝 昇格
- 1996-97 セリエB 8位
- 1997-98 セリエB・14位 プレイオフ敗退
- 1998-99 セリエB・10位 プレイオフ敗退
- 1999-00 セリエB・11位 プレイオフ敗退
- 2000-01 セリエB・19位 破産によりエッチェッレンツァ降格
- 2001-02 エッチェッレンツァ・エミリア・ロマーニャ・ジローネB 優勝 昇格
- 2002-03 セリエD・ジローネD 優勝 昇格
- 2003-04 セリエC2・ジローネB 6位
- 2004-05 セリエC2・ジローネB 2位 プレイオフ勝利により昇格
- 2005-06 セリエC1・ジローネA 12位
- 2006-07 セリエC1・ジローネB 優勝 昇格
- 2007-08 セリエB 20位 降格
- 2008-09 レガ・プロ・プリマ・ディヴィジオーネ ジローネA 3位
- 2009-10 レガ・プロ・プリマ・ディヴィジオーネ　ジローネB 13位
- 2010-11 レガ・プロ・プリマ・ディヴィジオーネ　ジローネA 14位 財政難によりセリエD降格
- 2011-12 セリエD・ジローネD 16位 プレイオフ敗退と破産によりプロモツィオーネ降格
- 2012-13 プロモツィオーネ・エミリア・ロマーニャ・ジローネD 優勝 昇格
- 2013-14 エッチェッレンツァ・エミリア・ロマーニャ・ジローネB 4位
- 2014-15 エッチェッレンツァ・エミリア・ロマーニャ・ジローネB 2位 プレイオフ勝利によりセリエD昇格
- 2015-16 セリエD・ジローネD